# Eriosynaphe longifolia
Eriosynaphe es un género monotípico de plantas de la familia de las apiáceas. Su única especie: Eriosynaphe longifolia, es originaria del sur de Rusia.

## Taxonomía
Eriosynaphe longifolia fue descrita por (Fisch. ex Spreng.) DC. y publicado en Prodr. 4: 175 1830.
Sinonimia
- Eriosynaphe cachroides Koso-Pol.
- Ferula longifolia Fisch.
- Ferula nodosa Pall. ex Ledeb.
- Hammatocaulis cretica Tausch
- Ligusticum nodosum Willd. ex Schult.
- Peucedanum creticum DC.